# Moritz Lazarus

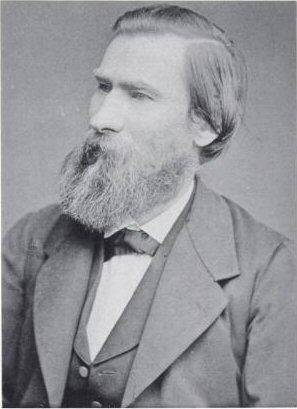
Moritz Lazarus.

Moritz Lazarus, född den 15 september 1824 i Filehne nära Posen i Preussen, död den 13 april 1903 i Meran, var en tysk psykolog och filosof, son till den lärde talmudisten Aron Levi Lazarus. 
Lazarus blev 1860 professor i filosofi i Bern och 1873 vid Berlins universitet. Bland hans skrifter kan nämnas Das Leben der Seele (1856-58; 3:e upplagan 1883-97), Zur Lehre von den Sinnestäuschungen (1867), Ein psychologischer Blick in unsere Zeil (1872) och Ideale Fragen (1878). 
Lazarus, som tillhörde Herbarts skola, var en framstående forskare på det psykologiska området, vilken forskning han ville föra framåt genom direkta empiriska rön, utan att likväl sätta psykologin i så direkt förbindelse med fysiologin, som exempelvis Wundt gör. 
En särskild uppmärksamhet ägnade han språkfilosofin, men sin största betydelse har han som en av grundläggarna av folkpsykologin och folkloristiken genom den av honom tillsammans med Steinthal utgivna "Zeitschrift für Völkerpsychologie und Sprachwissenschaft" (1859-90). Själv tillhörande den mosaiska trosbekännelsen, deltog han i kampen mot antisemitismen. 
Ur hans kvarlåtenskap publicerades Pädagogische Briefe (1903). Hans Lebenserinnerungen bearbetades och utgavs (1906) av hans andra maka, Nahida Ruth Lazarus, och Alfred Leicht, vilken senare skrev Lazarus, der Begründer der Völkerpsychologie (1904).